# Jean de Villiers
Jean de Villiers (Nederlands: Johannes van Villiers) (overleden 1294 op Cyprus) was van 1285 tot 1293 de 22e grootmeester van de Hospitaalridders.
In 1271 was Villiers garnizoenscommandant tijdens het Beleg van Krak des Chevaliers. De mammelukken konden de kern van de burcht bereiken, waardoor Villiers zich overgaf. Ook kon hij niet voorkomen dat het kasteel van Margat uit handen van de Orde viel.
In 1284-1285 werd Villiers verkozen tot grootmeester binnen de Orde. Tijdens het Beleg van Akko in 1291 moest hij het hoofdkantoor van de Orde opgeven vanwege de dreiging van de opkomende Arabieren. Villiers voer naar Cyprus en sloeg zijn hoofdkwartier op in Limasol. Hij werd opgevolgd door Odon de Pins.